# Agrartextilie
Als Agrartextilien werden alle textilen Produkte bezeichnet, die in der Landwirtschaft und im Gartenbau verwendet werden. Sie sind ein Segment der Technischen Textilien. Als Textilien werden neben Geweben und Maschenwaren hauptsächlich Vliesstoffe eingesetzt.
Ziele für ihren Einsatz von Vliesstoffen sind u. a.:
- Ernteverfrühung durch Bedecken der Pflanzen
- Verbesserung der Gemüse- und Obstqualität durch Fernhalten von Schädlingen
- Schutz vor Sonneneinstrahlung, Wind Kälte und Hitze
- Erhöhung der Erträge.

Vor allem in den Bereichen, in denen die Funktion der Agrartextilien nur für einen begrenzten Zeitraum gewährleistet werden soll, werden Naturfasern eingesetzt. Diese bieten gegenüber synthetischen Geweben den Vorteil, dass sie natürlich abgebaut werden und somit keine Reststoffe zurücklassen. Dabei werden aufgrund ihrer Eigenschaften und des geringen Preises vor allem Kokos- und Jutefasern verwendet. Kokosfasern besitzen einen sehr hohen Ligninanteil von 40 bis 50 %, wodurch sie nur langsam verrotten und die Funktion als Agrartextil länger gewährleisten als andere Fasern. Vor allem als Anbauvliese für Kresse kommen auch Hanffasern zum Einsatz.